# HaMakhtesh HaKatan
Le HaMakhtesh HaKatan, en hébreu הַמַּכְתֵּשׁ הַקָּטָן, littéralement « le petit cratère », est un makhtesh situé dans le Néguev, en Israël.